# Julius Fleischanderl
Nils Julius Fleischanderl (* 24. April 1993) ist ein schwedischer Schauspieler.

## Karriere
Erstmals trat Julius Fleischanderl in zwei Kurzfilmen des Regisseurs Jimmy Olssons in Erscheinung. Dabei verkörperte er im Kurzfilm Repressed die Rolle eines alkoholisierten Mannes.
Im Jahr 2014 spielte er an der Seite von Félice Jankell und Hedda Stiernstedt in der schwedisch-deutsch Koproduktion Unga Sophie Bell (deutscher Titel: Die junge Sophie Bell).
Einem größeren Publikum wurde er 2016 in Amanda Kernells Drama Das Mädchen aus dem Norden (Originaltitel: Sameblod) bekannt.
2019 wurde Fleischanderl bereits für Abid Khans Selbstfindungsdrama Granada Nights bestätigt.

## Filmografie

### Kurzfilme
- 2011: Repressed
- 2014: Cesar

### Filme
- 2014: Die junge Sophie Bell (Unga Sophie Bell)
- 2016: Das Mädchen aus dem Norden (Sameblod)
- 2019: Granada Nights

### Fernsehserien
- 2005: Om du var jag
- 2013: Gustafsson 3 tr
- 2015: Welcome to Sweden
- 2015: Der Kommissar und das Meer
- 2020: Cryptid
- 2022: Mord in Mittsommer